# Daniel Coelho
Daniel Pires Coelho (Recife, 4 de novembro de 1978) é um administrador e político brasileiro. Atualmente é secretário de Turismo e Lazer de Pernambuco, no governo Raquel Lyra, filiado ao Partido Social Democrático (PSD). Em 2022, findou seu segundo mandato de deputado federal por Pernambuco. Foi membro das Frentes Parlamentares Ambientalista, da Economia Solidária, da Indústria, de Defesa do Serviço Público, entre outras. Daniel atualmente faz oposição a João Campos, prefeito de Recife, do PSB. Ele foi crítico ao governo do presidente Jair Bolsonaro.

## Biografia
Daniel Coelho é filho do ex-deputado João Ramos Coelho e de Maria Izabel da Cruz Pires Coelho. É casado com Rebeca Cristina de Medeiros Magalhães Coelho, com quem tem um filho, Lucas. É formado em Administração pela Universidade de Pernambuco (UPE) e tem mestrado, na mesma área, na Universidade de Bournemouth, na Inglaterra, onde morou entre 2000 e 2001.

### Vereador e deputado estadual
Desde que ingressou na vida pública, em 2003..

### Deputado federal
Na eleição estadual de 2014, Daniel foi eleito deputado federal. Nesse primeiro mandato votou a favor nas seguintes pautas: o PL 4330 da Terceirização, o Impeachment de Dilma Rousseff (PT), a cassação de Eduardo Cunha (PMDB), a PEC do Teto de Gastos, a Reforma Trabalhista e a denúncia contra Michel Temer (PMDB). Daniel votou contrário às Medidas Provisórias 664 e 665, propostas por Dilma, relativas à pensão por morte e ao seguro desemprego respectivamente.
Dentro do PSDB, Daniel fazia parte do grupo conhecido como "cabeças-pretas", que reunia jovens tucanos que eram oposição ao governo do então presidente da república Michel Temer (MDB) e que achavam errado o PSDB ter entrado no governo. A mudança de Daniel para o Partido Popular Socialista (PPS) em abril de 2018 se deu através do movimento liberal Livres, que na época já havia deixado de ser uma corrrente interna do PSL e passaria a atuar em vários partidos de direita. Em outubro de 2018, Daniel foi reeleito deputado federal com 41.080 votos a menos que em 2014.
Dentre as principais votações no congresso no seu segundo mandato, Daniel votou a favor nas seguintes pautas: criminalização de responsáveis pelo rompimento de barragens; PEC da Reforma da Previdência e exclusão dos professores nas regras da mesma; PL 3723 que regulamenta a prática de atiradores e caçadores; "Pacote Anti-crime" de Sergio Moro; Novo Marco Legal do Saneamento; congelamento de salário de servidores públicos durante a pandemia; anistia da dívida das igrejas; e a convocação de uma Convenção Interamericana contra o Racismo; autonomia do Banco Central e prisão do deputado bolsonarista Daniel Silveira (PSL/RJ).
Daniel foi o único parlamentar da sua bancada a votar contra a MP 867, que segundo ambientalistas alteraria o Código Florestal anistiando desmatadores. Também, junto ao deputado Marcelo Calero, foram os únicos da bancada do partido a votarem contra a MP 910 (conhecida como MP da Grilagem). Daniel também votou contra nas seguintes pautas: aumento do Fundo Partidário e a possibilidade de alteração ou diminuição do Fundo Eleitoral; ajuda financeira de R$ 89,6 bilhões aos estados durante a pandemia e admissibilidade da PEC da Imunidade parlamentar. Na regulamentação do novo FUNDEB, Daniel primeiramente votou pela possibilidade de destinar verbas para a educação privada, mas num segundo momento votou para que a destinação fosse apenas para o ensino público.
Na eleição municipal do Recife em 2020, o Cidadania retirou a pré-candidatura de Daniel Coelho à prefeitura e declarou apoio a Delegada Patrícia (do Podemos). Após o presidente Jair Bolsonaro também declarar apoio a Patrícia, o Cidadania anunciou seu afastamento da campanha. Mesmo assim, Daniel Coelho seguiu como Coordenador da Campanha e Patrícia acabou ficando em quarto lugar.
Em fevereiro de 2021, Daniel protocolou uma proposta de decreto parlamentar para derrubar o decreto de Bolsonaro que facilita a compra de armas no Brasil.
Nas eleições de 2022, voltou a ser candidato a deputado federal. No entanto, a federação partidária PSDB/Cidadania não atingiu o Quociente Eleitoral.

## Desempenho eleitoral
| Ano  | Eleição                | Cargo             | Partido   | Coligação                                                                                | Suplentes/Vice                                 | Votos            | Resultado                                                           |
| ---- | ---------------------- | ----------------- | --------- | ---------------------------------------------------------------------------------------- | ---------------------------------------------- | ---------------- | ------------------------------------------------------------------- |
| 2004 | Municipal do Recife    | Vereador          | PV        | sem coligação                                                                            | Antônio Borges (PV)                            | 5.289 (0,65%)    | Eleito                                                              |
| 2008 | Municipal do Recife    | Vereador          | PV        | PV / PSC / PPS / PP / PTC                                                                | Dra. Vera Lopes (PPS)                          | 7.587 (0,89%)    | Releito                                                             |
| 2010 | Estadual de Pernambuco | Deputado Estadual | PV        | sem coligação                                                                            | Lucrécio Gomes (PV)                            | 47.533 (1,06%)   | Eleito (21º lugar, 1º do partido)                                   |
| 2012 | Municipal do Recife    | Prefeito          | PSDB      | PSDB / PPS / PTdoB                                                                       | Débora Albuquerque (PPS)                       | 245.120 (27,65%) | Não eleito (2º lugar, único turno)                                  |
| 2014 | Estadual de Pernambuco | Deputado Federal  | PSDB      | PSDB / PSB / PMDB / PCdoB / PV / PR / PSD / PPS / SD / PPL / DEM / PROS / PP / PEN / PTC | Augusto Coutinho (SD), Fernando Monteiro (PP)  | 138.825 (3,10%)  | Eleito (6º lugar, 6º da coligação)                                  |
| 2016 | Municipal do Recife    | Prefeito          | PSDB      | PSDB / PSL                                                                               | Sérgio Bivar (PSL)                             | 162.356 (18,59%) | Não eleito (3º lugar, 1º turno)                                     |
| 2018 | Estadual de Pernambuco | Deputado Federal  | PPS       | PPS / PTB / DEM / PSDB / PSC / PRB / PODE                                                | Zeca Cavalcanti (PTB), Vinicius Mendonça (DEM) | 97.745 (2,26%)   | Reeleito (11º lugar, 3º da coligação)                               |
| 2022 | Estadual de Pernambuco | Deputado Federal  | Cidadania | Federação Partidária PSDB/Cidadania                                                      |                                                | 110.511 (2,21%)  | Não eleito (11º lugar, coligação não atingiu o Quociente Eleitoral) |
| 2024 | Municipal de Recife    | Prefeito          | PSD       | PP/ PODE / Federação Partidária PSDB Cidadania/ PSD / PRD / MOBILIZA                     | Mariana Melo (PSDB)                            | 29.788 (3,21%)   | Não eleito (4° lugar, 1° turno)                                     |